# Triaenodes costalis
Triaenodes costalis is een schietmot uit de familie Leptoceridae. De soort komt voor in het Australaziatisch gebied.